# Gondrée kávéház
A Gondrée kávéház Bénouville-ben, a Pegasus híd közvetlen közelében működik. Úgy tartják, hogy a kávéház volt az első épület Franciaországban, amelyet a második világháborúban felszabadítottak a szövetségesek.

## Története
A kávéházat Georges és Thérèse Gondrée nyitotta. Georges Gondrée 1898-ban született Trouville-sur-Merben. Pénzügyi karrierjét a Lloyds Banknál kezdte, ekkor tanult meg angolul. Később dolgozott a deauville-i és a cannes-i kaszinóban. Utóbbi városban ismerkedett meg leendő feleségével, az 1904. augusztus 4-én született elzászi Thérèse-ével, aki nővérként dolgozott. Összeházasodtak, és Bénouville-be költöztek. 1944-ben három gyerekük volt, Georgette, Arlette és az újszülött Françoise.
A Gondrée házaspár számos hasznos információval szolgált a francia ellenállás számára, mivel Thérèse, elzászi származásának köszönhetően valamennyire beszélt németül, és gyakran hallotta, amit a megszállók egymás között beszélnek. A házaspártól kapott adatok hozzájárultak ahhoz, hogy a britek részletesen megtervezhessék a partraszállás hajnalára tervezett akciót a híd elfoglalására, mások mellett pontosan tudták, hol található az objektum felrobbantására szolgáló detonátor.
Az első brit vitorlázógép 1944. június 6-án landolt a híd közvetlen közelében, és a katonák megrohanták az átkelőt, amelyet rövid, de heves tűzharc után elfoglaltak. Georges Gondrée kilesett az ablakon, és akkor majdnem eltalálta Richard Smith hadnagy, aki géppisztolyával rálőtt. A család ezután a pincében rejtőzött el, és csak másnap reggel jöttek elő. Ekkor tudták meg, hogy házukat felszabadították a britek. A kávéház ma is működik, továbbra is a Gondrée család tulajdonában van. A kávézót 2024 áprilisában Arlette Gondrée vezette, aki négyéves volt a normandiai partraszállás idején.